# Caliothrips striatus
Caliothrips striatus är en insektsart som först beskrevs av Ian A. Hood 1913.  Caliothrips striatus ingår i släktet Caliothrips och familjen smaltripsar. Inga underarter finns listade i Catalogue of Life.